# Turismo nas Seicheles

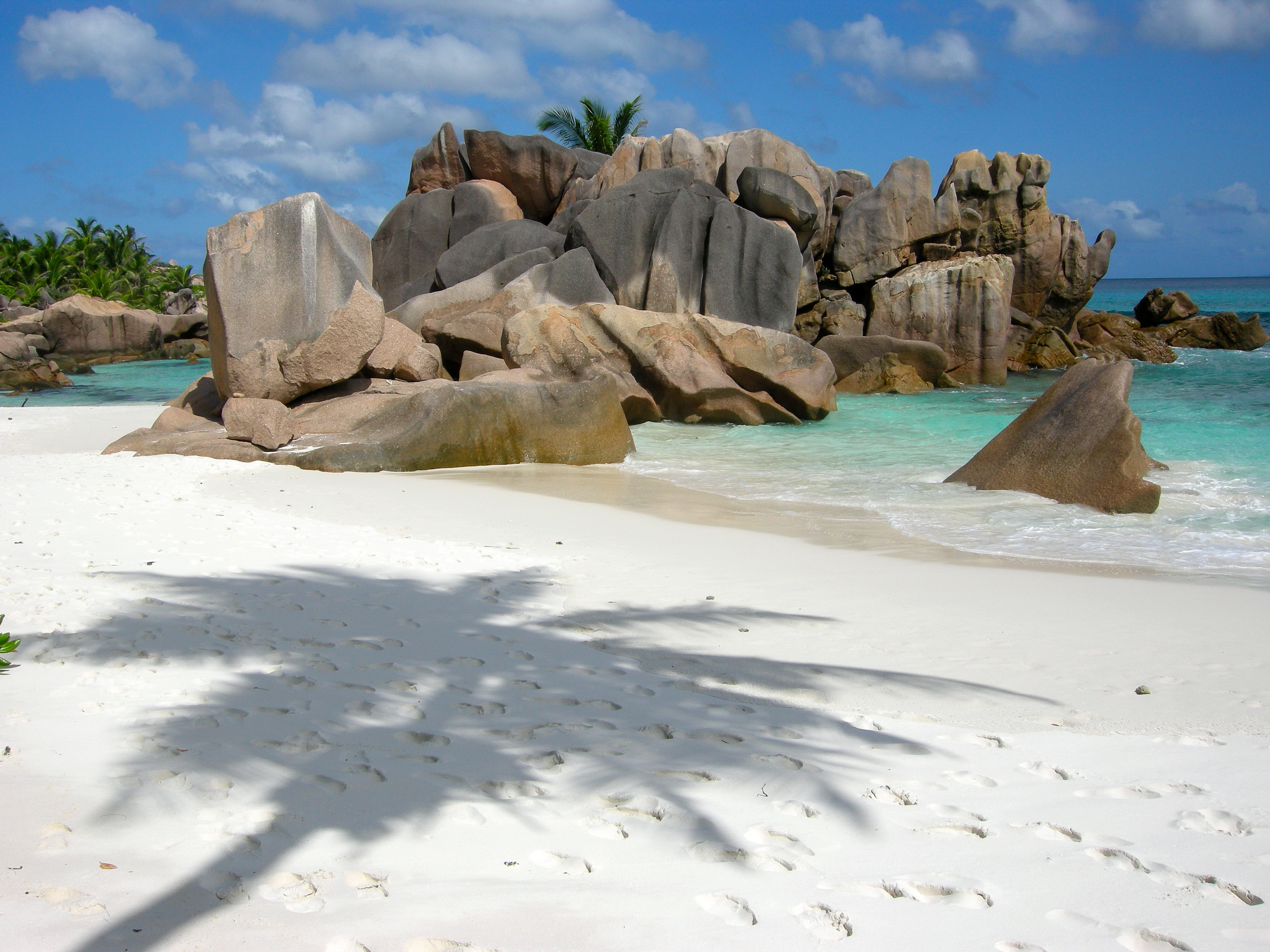
Praia de "Anse Cocos", em La Digue

O turismo é o setor não-governamental mais importante da economia das Seicheles. Cerca de 15% da força de trabalho formal é empregada diretamente no turismo, e o emprego na construção, no setor bancário, no transporte e em outras atividades está intimamente ligado à indústria do turismo. Os turistas aproveitam as praias de corais das Seicheles e as oportunidades para esportes aquáticos. A vida selvagem no arquipélago também é uma grande atração.

## História
A indústria do turismo nasceu com a conclusão do Aeroporto Internacional de Seicheles em 1971, avançando rapidamente para um nível de 77.400 visitas em 1979. Após o abrandamento no início de 1980, o crescimento foi restaurado através da introdução de casinos, campanhas publicitárias vigorosas e preços competitivas. Após um declínio para 90.050 em 1991 devido à Guerra do Golfo, o número de visitantes aumentou para mais de 116.000 em 1993. Em 1991, a França era a principal fonte de turistas, seguida pelo Reino Unido, Alemanha, Itália e África do Sul. A Europa forneceu 80% do total de turistas e a África - principalmente a África do Sul e a Reunião - a maior parte do restante. Os turistas europeus são considerados os mais lucrativos em termos de tempo de permanência e gastos per capita.
Sob o plano de desenvolvimento de 1990-94, que enfatizou que o crescimento do turismo não devia ser à custa do meio ambiente, o número de visitantes as ilhas de Mahé, Praslin e La Digue foi limitado a 4.000. Aumentos na capacidade total foram alcançados pelo desenvolvimento das ilhas externas. Para evitar ameaças futuras às atrações naturais das ilhas, são permitidos 150.000 turistas por ano. O custo mais alto de acomodações e viagens, deficiências em serviços e manutenção de instalações, e uma gama limitada de desvios prejudicam Seicheles em atrair turistas em detrimento de outros destinos turísticos do Oceano Índico.

## Estatísticas
A contribuição direta do setor de turismo para o PIB foi estimada em 50%, e fornece cerca de 70% do total de ganhos em divisas. Embora difícil de medir, o conteúdo importado dos gastos com turismo é alto, de modo que os ganhos líquidos com o turismo são significativamente menores. 130.046 visitas de turistas foram registradas em 2000, incluindo mais de 104.000 da Europa. No mesmo ano, Seicheles tinha 2.479 quartos de hotel com 5.010 quartos ocupados até 52% de capacidade. A receita turística foi de US$ 112 milhões em 1999. Em 2002, o Departamento de Estado dos EUA estimou o custo médio diário de permanência em Seicheles em US$ 246 por dia. De acordo com o Bureau Nacional de Estatísticas, 230.272 turistas visitaram as Seicheles em 2013, em comparação com 208.034 em 2012.
A maioria dos visitantes que chegam às Seicheles vem dos seguintes países:
| País                   | 2015    | 2016    |
| ---------------------- | ------- | ------- |
| França                 | 43,370  | 43,066  |
| Alemanha               | 35,895  | 39,488  |
| Emirados Árabes Unidos | 21,178  | 24,091  |
| Itália                 | 21,704  | 22,845  |
| Reino Unido            | 16,572  | 18,885  |
| China                  | 13,941  | 14,549  |
| África do Sul          | 13,375  | 12,354  |
| Suíça                  | 11,499  | 12,333  |
| Rússia                 | 12,222  | 11,465  |
| Índia                  | 7,718   | 10,916  |
| Total                  | 276,233 | 303,177 |